# Albert Schieber
Adolf Albert Schieber (* 20. Oktober 1875 in Bopfingen; † 7. Mai 1946 in Winnenden) war ein deutscher Architekt.

## Leben

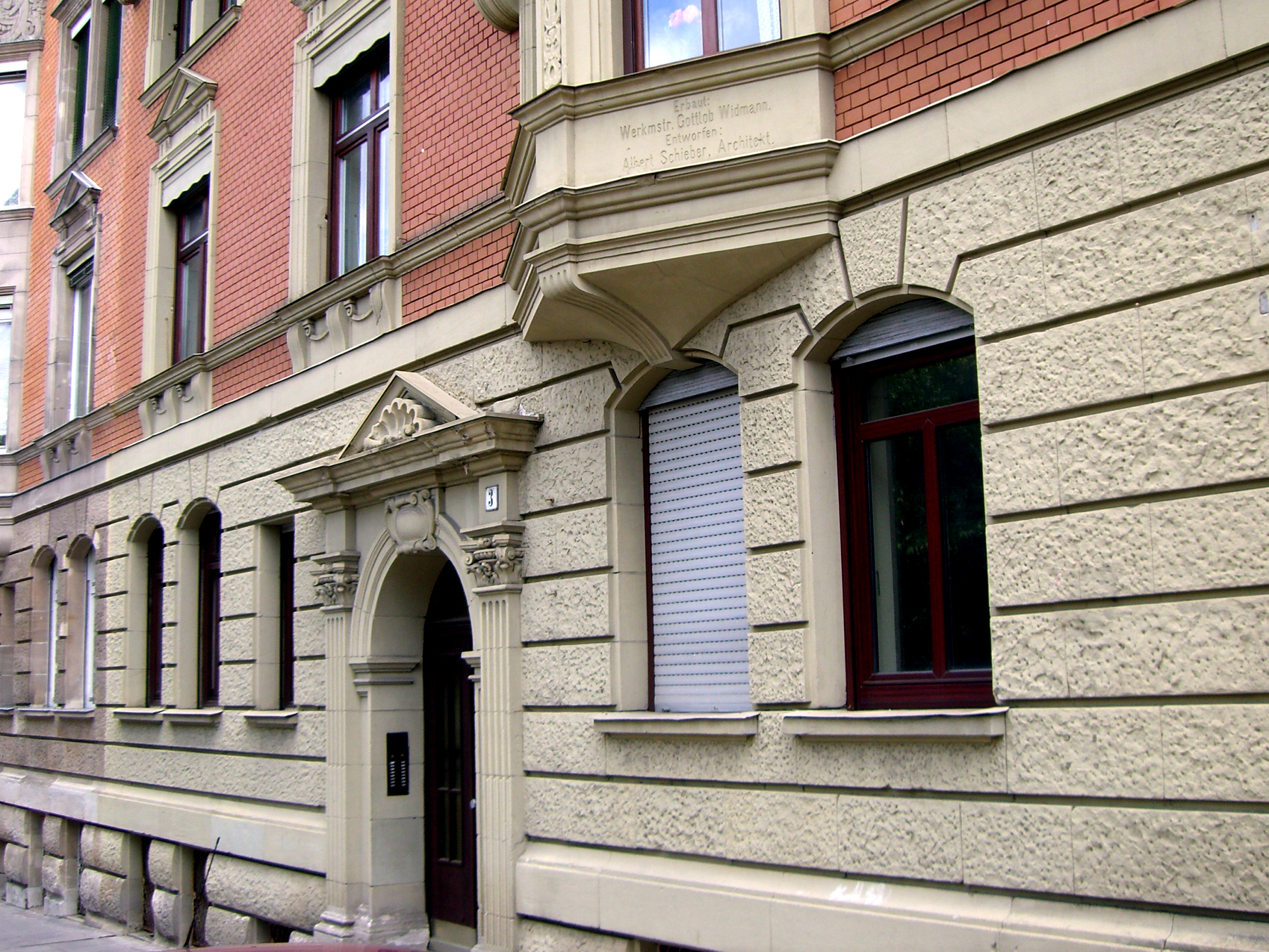
Mehrfamilienwohnhaus in Stuttgart-West, Bismarckplatz 3/4, 1900/1901

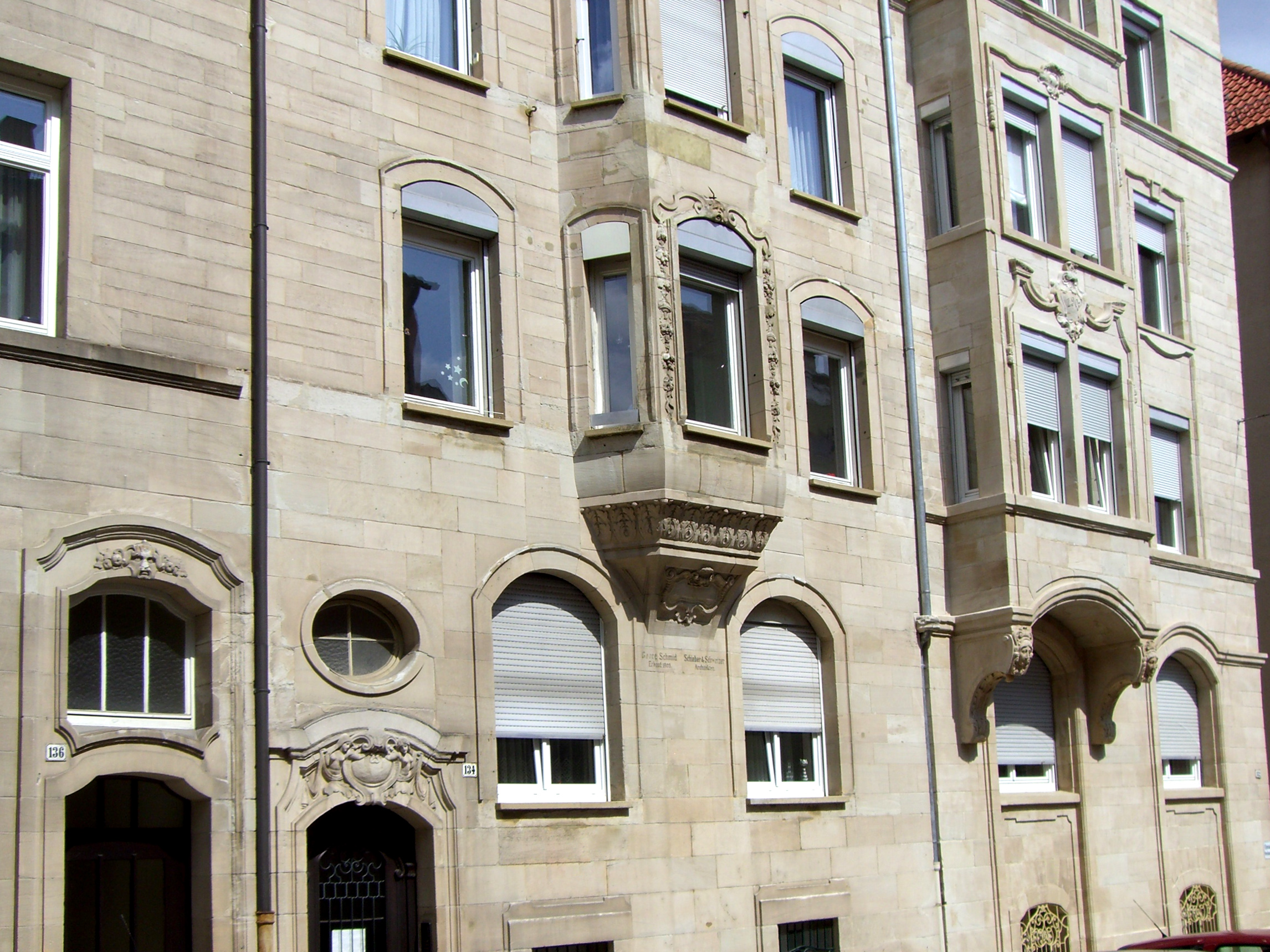
Wohn- und Geschäftshaus in Stuttgart-West, Forststraße 132/134/136, 1903

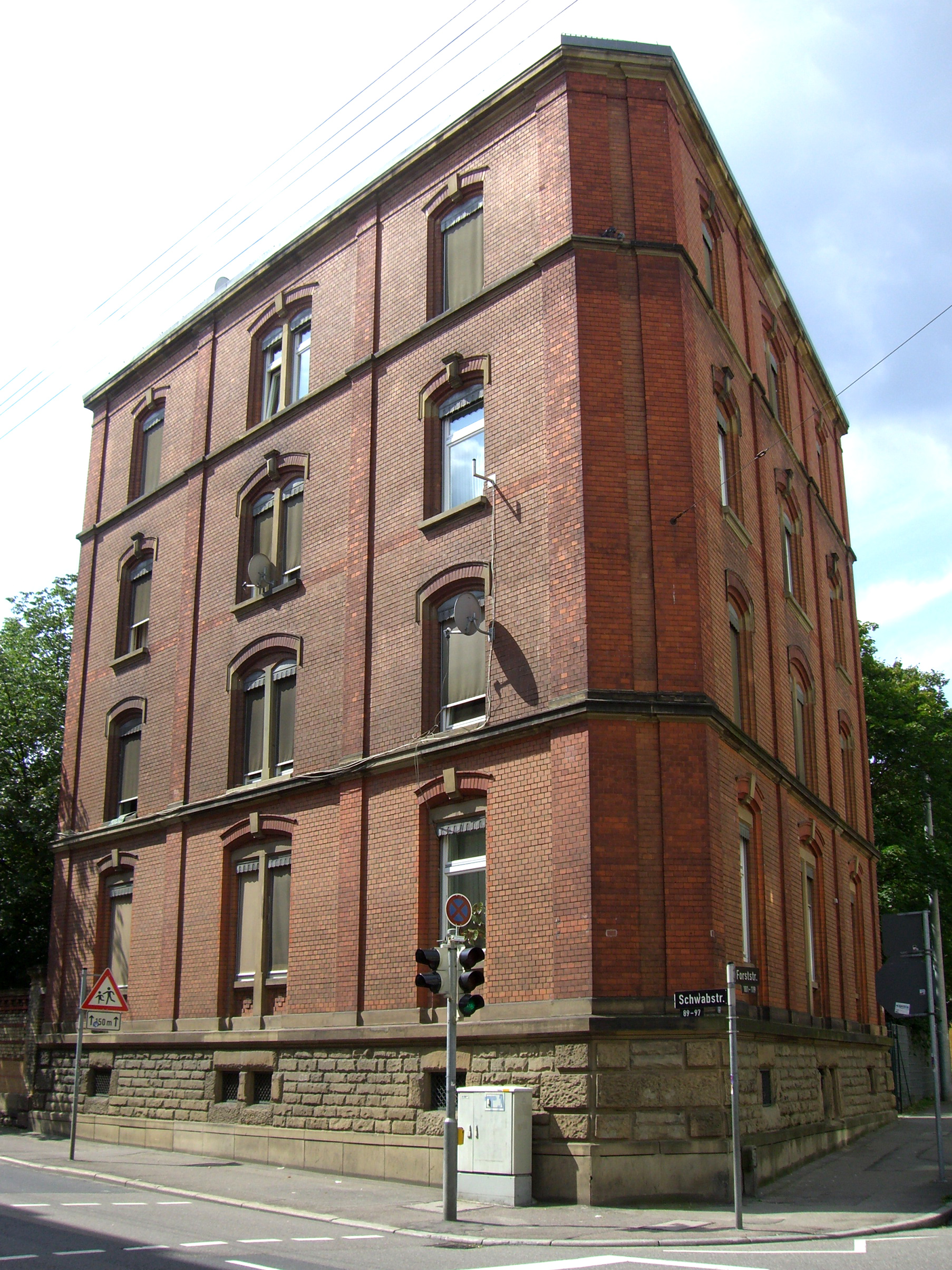
Wohn- und Geschäftshaus Stuttgart-West, Forststraße 94/96a / Schwabstraße 84, 1903/1905

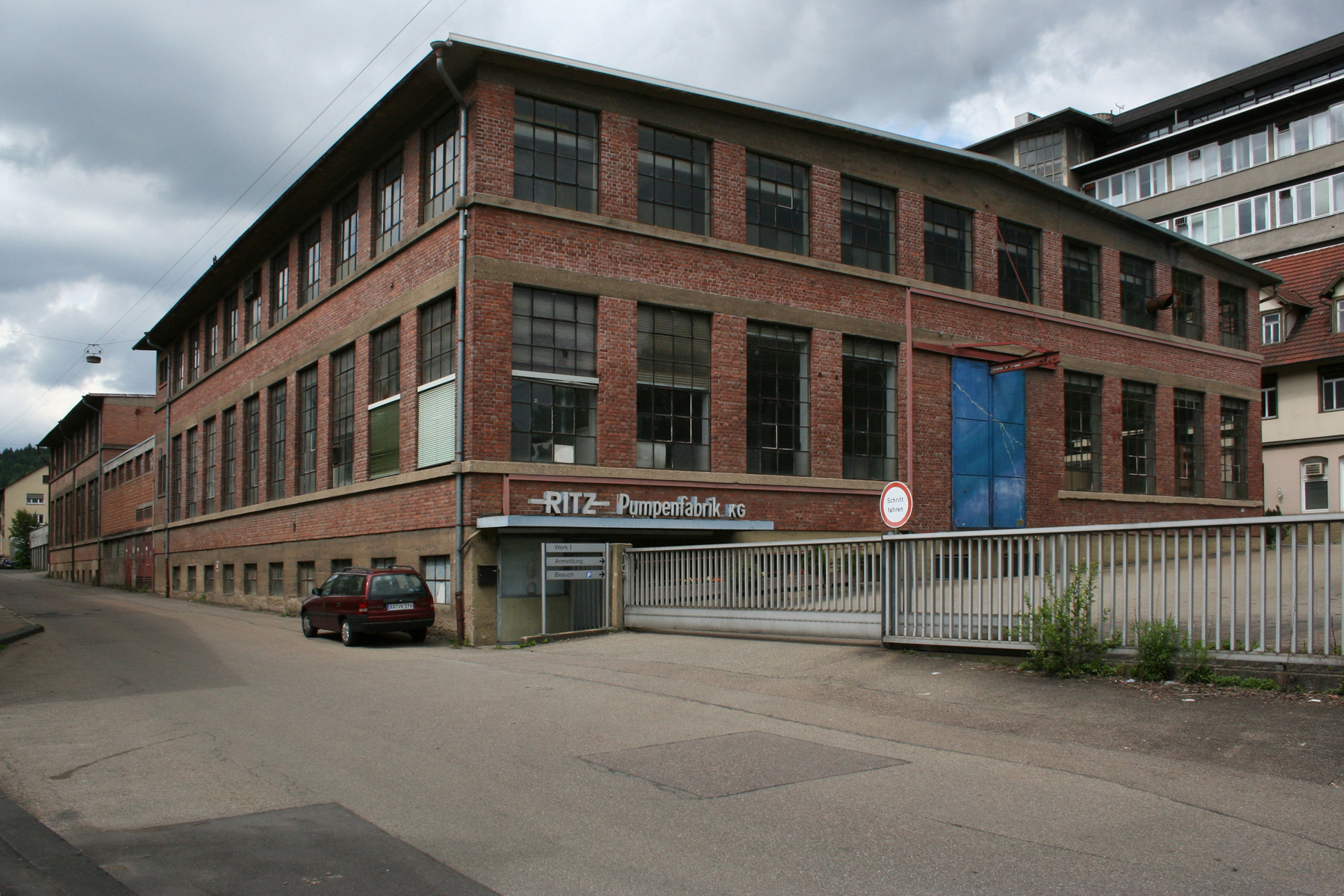
Ritz Pumpenfabrik in Schwäbisch Gmünd, 1928

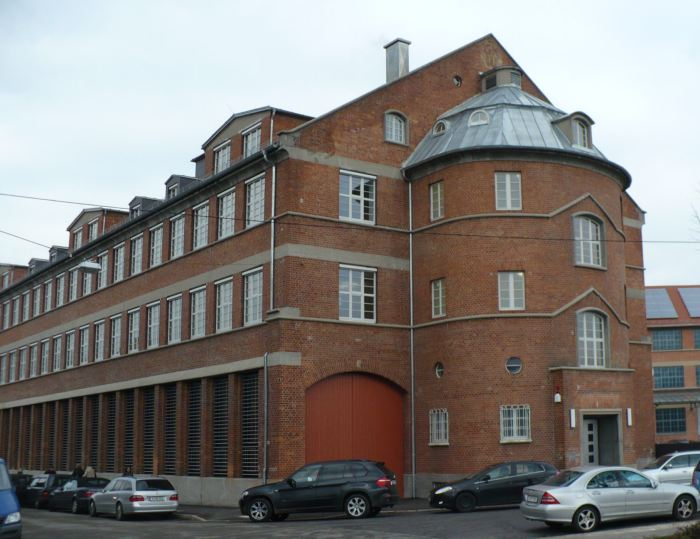
Stadtarchiv Stuttgart

Albert Schieber wurde am 20. Oktober 1875 in Bopfingen geboren, wo er seine Kindheit und Jugend verlebte und in die Realschule ging. Er verbrachte sein weiteres Leben überwiegend im süddeutschen Raum und in den USA. Er heiratete am 22. April 1899 Elise, geb. Schätzle, aus Waiblingen. Aus dieser Ehe gingen zwei Töchter hervor.
Schieber arbeitete als selbstständiger Architekt in Stuttgart, sein Büro befand sich 1929 in der Seestraße 108. Er baute vor allem im süddeutschen Raum, aber auch in Nord- und Ostdeutschland, in Europa und den USA.
Seine frühen Entwürfe waren neoklassizistisch geprägt, dabei jedoch betont schlicht gehalten. Strenge Geometrie und der Goldene Schnitt spielten in allen seinen Bauten eine große Rolle. Seine späteren Projekte waren von der Neuen Sachlichkeit und der klassischen Moderne geprägt (vgl. Neues Bauen). Er selbst bezeichnete seine Bauwerke auch als „ernst wie der deutsche Mensch“.
Im Zusammenhang mit der Umgestaltung der Stuttgarter Eisenbahnanlagen zu Beginn des 20. Jahrhunderts galt Schieber als Verfechter eines Durchgangsbahnhofs, er war der Meinung, dass ein Kopfbahnhof negative Folgen für die Stuttgarter Stadtentwicklung haben würde. Als die württembergische Eisenbahnverwaltung sich jedoch für die weniger aufwändige Lösung einer Verschiebung der Bahnhofsanlagen nach Nordosten an den heutigen Standort – und damit für die Beibehaltung eines Kopfbahnhofs – entschied, zog Schieber sich frustriert aus der Kommunalpolitik zurück. 
Schieber war Mitglied des Deutschen Werkbundes, Freimaurer und Anthroposoph mit Neigung zur Philosophie. Er gilt als Vorreiter im Industriebau, und etliche seiner Bauten stehen heute unter Denkmalschutz.
Als gegen Ende des Krieges die Villen in der Seestraße in Stuttgart – wohl der Höhepunkt seiner Tätigkeit als Architekt – zerstört wurden, kehrte er Stuttgart den Rücken. Verstört wurde er 1946 in die Psychiatrie in Winnenden eingewiesen, wo er sich wenig später, am 7. Mai 1946, das Leben nahm. Begraben wurde er auf dem Stuttgarter Pragfriedhof.

## Werk (Auswahl)
Die auch handwerklich hohe Qualität der Architektur von Albert Schieber wird deutlich, wenn man sieht, wie gut seine Bauwerke heute noch – unsaniert – erhalten sind, während viele jüngere Bauten schon zahlreiche Sanierungen und Bauschäden hinter sich haben.
- 1900/1901: Mehrfamilienwohnhaus in Stuttgart-West, Bismarckplatz 3/4 (späthistoristisch in Anlehnung an die Formensprache der deutschen Renaissance, unter Denkmalschutz)
- 1903/1905: Wohn- und Geschäftshaus-Gruppe in Stuttgart-West, Forststraße 94/96a / Schwabstraße 84 (Ziegelbauten mit Werksteinfassade, Bauplastik neuromanisch und neugotisch, unter Denkmalschutz)
- 1903: Wohn- und Geschäftshaus-Gruppe in Stuttgart-West, Forststraße 132/134/136 (in Anlehnung an das Barock, Erker mit neubarocker Ornamentierung, unter Denkmalschutz)
- 1906: Wohn- und Geschäftshaus in Stuttgart-Ost, Libanonstraße 85 (barockisierende Fensterrahmung aus Werkstein, Motive des Jugendstils, unter Denkmalschutz)
- 1909: Wohn- und Geschäftshaus-Gruppe in Stuttgart-West, Rotebühlstraße 164/166/168 (Ziegelbau mit Werksteindetails, dekorative Bauplastik in Anlehnung an die Formsprache des Neoklassizismus und des Neobarocks, unter Denkmalschutz)
- 1909: Mehrfamilienhaus in Stuttgart-Ost, Stafflenbergstraße 44 (schlichte neuklassizistische Form, unter Denkmalschutz)
- 1909/1910: Wohn- und Geschäftshaus-Paar in Stuttgart-West, Schwabstraße 112/114 (unverputzte Werksteinbauten, Bauplastik, neoklassizistisch, unter Denkmalschutz)
- 1910: Wohn- und Geschäftshaus-Gruppe in Stuttgart-West, Hölderlinplatz 6/8/10 (glatte Sichtmauerwerkfassade, Verwendung barockisierender und neoklassizistischer Motive, unter Denkmalschutz)
- 1911: Wettbewerbsentwurf für das Empfangsgebäude des neuen Hauptbahnhofs in Stuttgart (ausgezeichnet mit einem 2. Preis)
- 1911: Mehrfamilienwohnhaus-Paar in Stuttgart-Süd, Filderstraße 19/21 (Fassade in schlichten klassizistischen Formen, unter Denkmalschutz)
- 1914: Mehrfamilienwohnhaus in Stuttgart-Ost, Heinrich-Baumann-Straße 21 (exemplarisch für die Reformarchitektur unmittelbar vor dem Ersten Weltkrieg, Vorstufe des neuen Bauens)
- 1919: Wohnhaus für Ludwig Schieber (Albert Schiebers Bruder), genannt „Villa Kleinknecht“, in Bopfingen
- 1921: Lager- und Bürogebäude für den Großeinkaufsverein der Kolonialwarenhändler Württemberg GmbH in (Stuttgart-) Bad Cannstatt, Bellingweg 21 (unter Denkmalschutz, ab Januar 2011 neuer Standort des Stuttgarter Stadtarchivs)
- 1925–1927: Büro- und Geschäftshaus für die Hahn+Kolb-Gruppe („Hahn&Kolb-Haus“) in Stuttgart, Königstraße 14 / Thouretstraße / Stephanstraße (das erste Hochhaus Stuttgarts)
- 1927–1928: Siedlung Ziegelklinge in Stuttgart, Sperlingstraße 20–26, 28–34, 36–46 sowie Sandweg 2–12, 14–24 (erste stadteigene Siedlung im Stil der Neuen Sachlichkeit, 26 Wohneinheiten, Reihenhäuser mit Spielplatz)
- 1928: Neubauten der Ritz Pumpenfabrik in Schwäbisch Gmünd, Becherlehenstraße 26

sowie (undatiert)
- Zahlreiche Villen in der Seestraße in Stuttgart
- Gebäude der Strickmaschinenfabrik „Universal“ in Westhausen
- Neubauten für die Chemische Fabrik „Dorus“ in Bopfingen
- Neubauten der Spinnerei in Urbach